# Вільянуева-де-Архесілья
Вільянуева-де-Архесілья (ісп. Villanueva de Argecilla) — муніципалітет в Іспанії, у складі автономної спільноти Кастилія-Ла-Манча, у провінції Гвадалахара. Населення — 40 осіб (2010).
Муніципалітет розташований на відстані близько 85 км на північний схід від Мадрида, 36 км на північний схід від Гвадалахари.

## Демографія
Динаміка населення (INE ):